# Демократичен социализъм
Демократичният социализъм е течение в социализма, противопоставящо се както на авторитарните тенденции на комунизма, така и на социалдемокрацията, която според неговите представители не се противопоставя в достатъчна степен на капитализма, поддържайки неговия начин на производство. Демократичният социализъм има за цел да замени частната собственост върху средствата за производство с колективна работническа собственост, където действат принципите на работническо самоуправление и демокрация на работното място.
В периода между двете световни войни най-влиятелните организации, придържащи се към демократичния социализъм, са Независимата лейбъристка партия във Великобритания, групата на австромарксистите в Австрия и Работническата партия за марксистко обединение в Испания. В наши дни близки до това течение са левите крила на много социалистически и социалдемократически партии, както и някои бивши комунистически партии. Близък до демократичния социализъм е и съвременният скандинавски народен социализъм.